# 幾內亞比紹足球協會
幾內亞比索足球協會（葡萄牙語：Federação de Futebol da Guiné-Bissau）是專門管轄幾內亞比索足球事務的組織。幾內亞比索足球協會成立於1974年，並在1986年加入國際足協。此外，它還是非洲足協和西非洲足球聯會的成員之一。

## 外部連結
- 國際足協網頁 （页面存档备份，存于）
- 非洲足協網頁 （页面存档备份，存于）